# オールバイマイセルフ
『オールバイマイセルフ』は藤井隆の2枚目のアルバム。

## 概要
前作『ロミオ道行』から2年ぶりの新作発表。前作の浅倉大介から本間昭光にプロデュースが移行され、YOU、小室哲哉、横山輝一等から楽曲提供を受けた作品で構成された全11曲。

## 収録曲
特記以外　全作曲・編曲：本間昭光
1. わたしの青い空
作詞・作曲：堀込高樹
編曲：堀込高樹・本間昭光
5thシングル。
2. ある夜 僕は逃げ出したんだ
作詞：YOU
5thシングルC/W。
3. 赤と黒
作詞：YOU
4. Sa ら Sa
作詞・作曲：林田健司
5. Ka-ra-su
作詞：シマタケミ
6. Socket
作詞：シマタケミ
7. タメイキ
作詞・作曲：小室哲哉
8. 未来 -SEX-
作詞：YOU
9. 美しい別れ
作詞・作曲：Fayray
編曲：中村太知
10. 月と砂漠と
作詞：シマタケミ
作曲：横山輝一
11. 1/2の孤独
作詞：四方海
作曲：堀込高樹